# Distrito electoral de Eureka (condado de Jefferson, Nebraska)
Eureka (en inglés: Eureka Precinct) es un distrito electoral ubicado en el condado de Jefferson en el estado estadounidense de Nebraska. En el Censo de 2010 tenía una población de 247 habitantes y una densidad poblacional de 2,65 personas por km².

## Geografía
Eureka se encuentra ubicado en las coordenadas 40°17′54″N 97°18′40″O / 40.29833, -97.31111. Según la Oficina del Censo de los Estados Unidos, Eureka tiene una superficie total de 93.34 km², de la cual 93.02 km² corresponden a tierra firme y (0.34%) 0.32 km² es agua.

## Demografía
Según el censo de 2010, había 247 personas residiendo en Eureka. La densidad de población era de 2,65 hab./km². De los 247 habitantes, Eureka estaba compuesto por el 95.95% blancos, el 2.43% eran afroamericanos, el 1.21% eran de otras razas y el 0.4% pertenecían a dos o más razas. Del total de la población el 4.05% eran hispanos o latinos de cualquier raza.